# Hungría en los Juegos Olímpicos de Chamonix 1924
Hungría estuvo representada en los Juegos Olímpicos de Chamonix 1924 por un total de 4 deportistas que compitieron en 2 deportes.  
El equipo olímpico húngaro no obtuvo ninguna medalla en estos Juegos.